# Temnostoma arciforma
Temnostoma arciforma är en tvåvingeart som beskrevs av He och Chu 1995. Temnostoma arciforma ingår i släktet tigerblomflugor, och familjen blomflugor. Inga underarter finns listade i Catalogue of Life.